# Zdravko Rajkov
Zdravko Rajkov, cyr. Здpaвкo Pajкoв (ur. 5 grudnia 1930 w Čurugu, zm. 30 lipca 2006 w Meksyku) – były jugosłowiański piłkarz występujący podczas kariery zawodniczej na pozycji napastnika w klubach: FK Vojvodina, Lausanne Sports i FC Biel-Bienne oraz w reprezentacji Jugosławii. Uczestnik IO 1952 i mistrzostw świata 1958.
W reprezentacji zadebiutował 6 maja 1951 roku w meczu z Włochami (0:0).